# Spoorlijn Elze - Löhne
De spoorlijn Elze - Löhne (ook wel Weserbahn genoemd) is een niet geëlektrificeerde, grotendeels enkelsporige, spoorlijn van het Nedersaksische Elze via Hamelen en Rinteln naar Löhne in Noordrijn-Westfalen, die van Hamelen tot Bad Oeynhausen tussen de Wezer en de Wezergebergte loopt. De lijn is als spoorlijn 1820 onder beheer van DB Netze.
De spoorlijn had vroeger als onderdeel van de hoofdlijn van Berlijn via Hildesheim, Elze, Löhne, Osnabrück, Rheine en Almelo naar Nederland grote betekenis, ook voor het goederenverkeer. In de jaren '90 en de jaren 2000 werd de voormalige dubbelsporige lijn teruggebouwd naar enkelspoor. De spoorlijn heeft een maximum baanvaksnelheid van 120 km/h.

## Geschiedenis

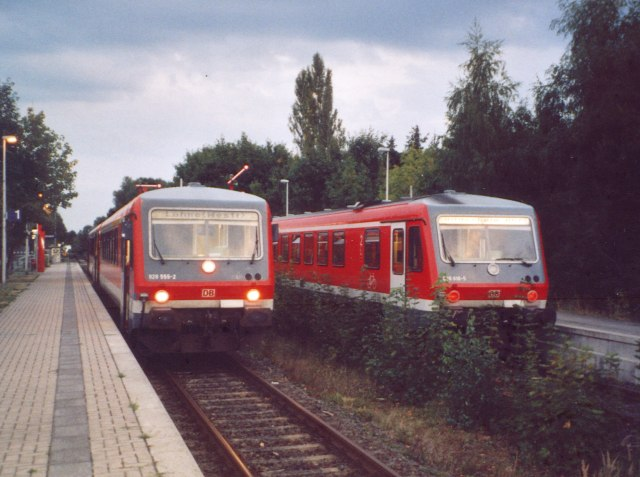
Treinkruising van twee 628 in Hessisch Oldendorf in oktober 2003

Van Elze tot Löhne werd de spoorlijn op 19 mei 1875 voor goederenverkeer en op 30 juni 1875 voor reizigersverkeer door de Hannover-Altenbekener Eisenbahn-Gesellschaft (HAE) in gebruik genomen. Zij richten zich op de evenals door de HAE geplande lijn van Hildesheim richting Vienenburg, tussen Elze en Hildesheim gebruikte de treinen sinds 1853 de Hannoverse staatsspoorlijnen tussen Elze - Nordstemmen en tussen Hildesheim - Nordstemmen. De HAE werd op 1 januari 1880 bezit van de Preußische Staatseisenbahnen, de Hannoversche staatsspoorwegen waren al in 1866 eigendom van Pruisen. De trajectdeel Elze - Hamelen werd in 1902 en het traject Hamelen - Löhne in 1908-1911 dubbelsporig uitgebreid.
De betekenis van de spoorlijn nam onder anderen wegens de verlaging van de verkeerstromen na de Tweede Wereldoorlog sterk af. Talrijke stations en haltes, bijzonder tussen Hamelen en Vlotho werden gesloten, terwijl sommige vandaag van belang kunnen zijn voor de ontsluiting van het Wezerdal (Fischbeck, Eisbergen, Veltheim). De spoorlijn werd vanaf 1990 alleen nog enkelsporig gebruikt, het tweede spoor werd in de jaren daarna opgebroken. Het station Bad Oeynhausen Süd werd naar een eenvoudig enkelsporige halte omgebouwd en de onderdoorgang gesloten (daardoor werd de halte ook toegankelijk voor mindervalide).

### Spoorlijn als goederenbypass van Hannover
In kader van de vaststelling van het Bondsverkeersplan 2003 onderzocht het Bondsministerie voor Verkeer, Bouw en Volkshuisvesting de as Braunschweig - Hamelen - Löhne als zuidelijke bypass van de knoop Hannover voor het goederenverkeer dubbelsporig uit te bouwen.
Op 11 november 2010 werden de resultaten van het onderzoek naar de zuidelijke bypass van de knoop Hannover via de Weserbahn bekend, het kreeg een score van 2,5 in de kosten-batenanalyse. Als tweede deel van dit project was een dubbelsporig en elektrificatie van de lijn voorzien. Tegen dit plan was er bijvoorbeeld in Bad Oeynhausen de vrees dat de uitbreiding geluidsoverlast zou veroorzaken. De verwachte toename van spoorgeluid verenigde men zich onder de naam "Planfall 33" tegen het project, hierin deden diverse steden en gemeenten mee tegen het project.

## Exploitatie

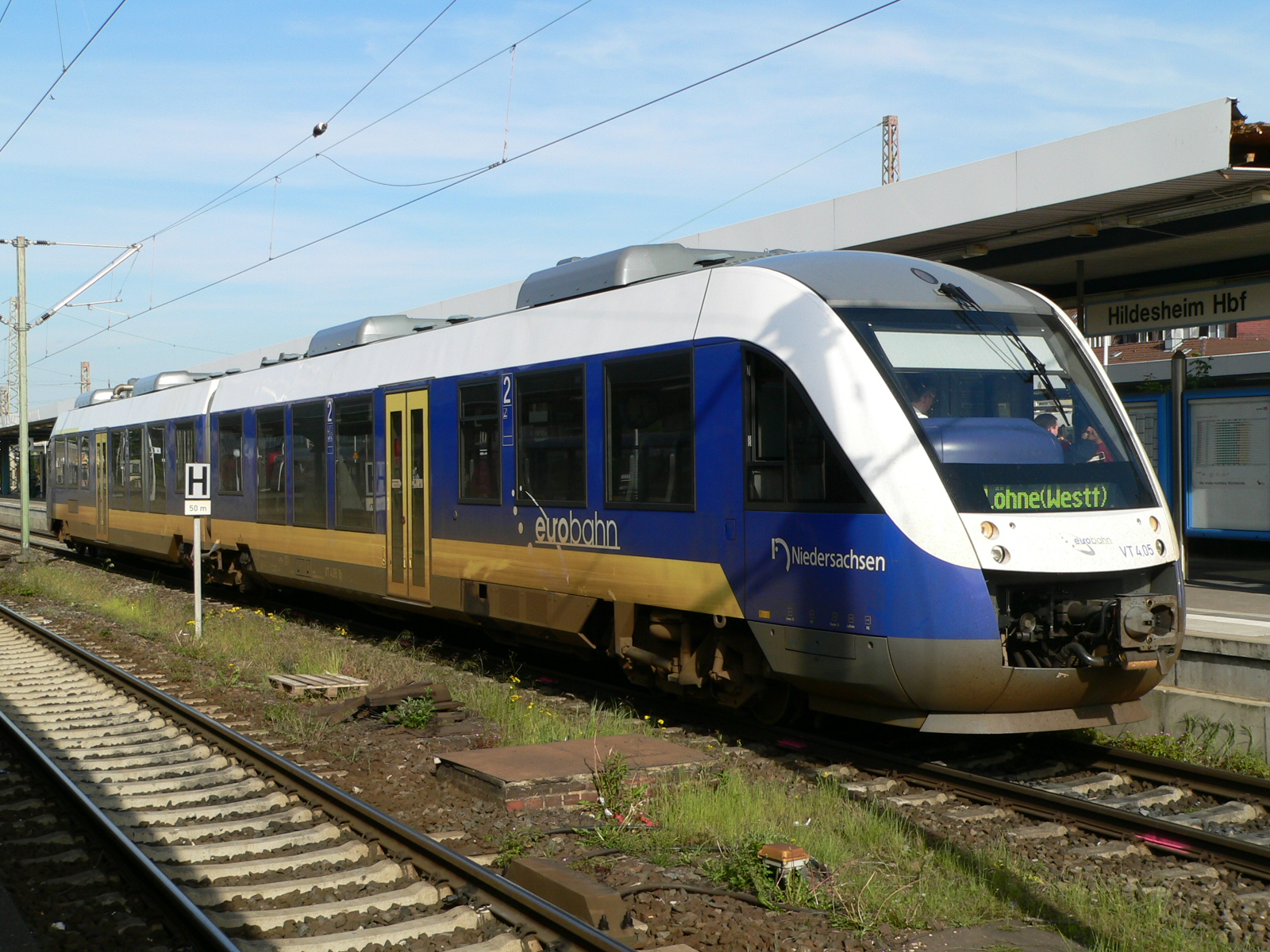
Trein van eurobahn in Hildesheim (2005)

De spoorlijn wordt door de Regionalbahn-lijn "Weser-Bahn" bediend van Bünde naar Hildesheim, welke het nummer heeft RB 77 en een aansluiting heeft naar Bodenburg. De trein rijdt elk uur en in het weekeinde eenmaal per twee uur tussen Hamelen en Löhne.
De exploitatie van deze lijn was tussen december 2003 en december 2011 in handen van eurobahn, die de achtjarige concessie gewonnen had. Hiervoor werden Alstom Coradia LINT dieseltreinen van de Landesnahverkehrsgesellschaft Niedersachsen (LNVG) ingezet, die een gemiddelde dienstregelingssnelheid van 62 km/h haalde.
Vanaf december 2006 kon de reistijd, door het wegvallen van extra wachttijd in Hamelen en Rinteln, met 30 minuten verkort worden. Op het trajectdeel Löhne - Hamelen kon het aanbod verbeterd worden van eenmaal per twee uur naar elk uur een trein. Door de aanbodsverbetering en infrastructurele aanpassingen is het reizigersaantal tot 2008 op de Weserbahn met 30% gestegen.
In december 2011 trede een nieuwe concessie in van tien jaar, welke door de NordWestBahn wordt geëxploiteerd. Deze nam de LINT-treinstellen van LNVG over en verving de eurobahn-huisstijl door hun eigen.
| Serie | Treinsoort                  | Route                                                                  | Bijzonderheden                                          |
| ----- | --------------------------- | ---------------------------------------------------------------------- | ------------------------------------------------------- |
| RB 77 | Regionalbahn (NordWestBahn) | Bünde (Westf) – Löhne (Westf) – Hamelen – Nordstemmen – Hildesheim Hbf | Weser-Bahn 1x per twee uur in het weekend Bünde - Löhne |

## Aansluitingen
In de volgende plaatsen is of was er een aansluiting op de volgende spoorlijnen:
Elze
DB 1732, spoorlijn tussen Hannover en Göttingen
DB 1821, spoorlijn tussen Bodenburg en Elze
Voldagsen
DB 9181, spoorlijn tussen Voldagsen en Delligsen
Hamelen
DB 1760, spoorlijn tussen Hannover en Soest
DB 2983, spoorlijn tussen Lage en Hamelen
Rinteln
DB 9176, spoorlijn tussen Rinteln en Barntrup
DB 9177, spoorlijn tussen Rinteln en Stadthagen
Löhne
DB 1700, spoorlijn tussen Hannover en Hamm
DB 2990, spoorlijn tussen Minden en Hamm
DB 2992, spoorlijn tussen Löhne en Rheine

## Toekomst
Door de groeiende vraag wordt er gekeken of het mogelijk is om de eindbestemming naar Herford of het regionale centrum Bielefeld te verplaatsen. De spoorlijn naar Herford en Bielefeld heeft geen ruimte voor extra treinen. Het overstapknoop Elze zal door infrastructurele maatregelen geoptimaliseerd worden, omdat de aansluiting op lijn Göttingen - Uelzen zeer krap is. Voor het trajectdeel Hamelen - Hildesheim is op zondag, afhankelijk van de vraag, een verlaging van het aanbod voorzien. Voor de halte Fischbeck is een reactivering voorzien, wanneer de concurrerende busverbindingen aangepast worden.